# Nefermaat I
Nefermaat I là một hoàng tử và là tể tướng thuộc Vương triều thứ 4 trong lịch sử Ai Cập cổ đại. Tên của ông có nghĩa là "Ma'at xinh đẹp" hay "Công lý hoàn hảo". Nefermaat có lẽ đã mất trước năm thứ 15 của Sneferu, khi Meidum vẫn được dự tính là một nghĩa trang hoàng gia, bởi vì sau đó, Sneferu được táng ở Kim tự tháp Đỏ ở Dahshur.

## Tiểu sử

### Gia đình

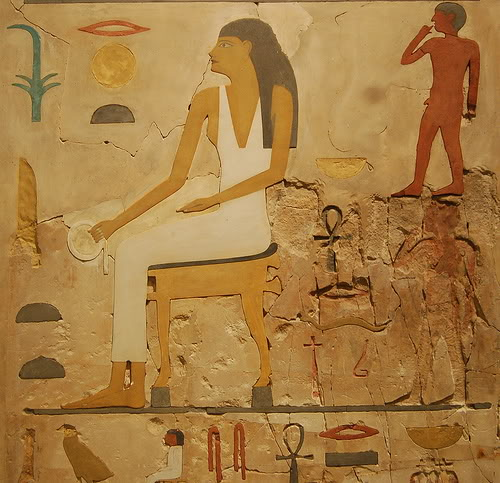
Phu nhân Itet (mastaba M16)

Nefermaat I là con của pharaon Sneferu với một người vợ không rõ tên. Ông là anh em khác mẹ với pharaon Khufu. Vợ của Nefermaat, phu nhân Itet (hay Atet), được biết qua một bức tranh trên tường mộ mastaba M16. Cả hai có với nhau tất cả 15 người con, với tên gọi được biết qua ngôi mộ M16, bao gồm:
- 12 con trai: Hemiunu, Isu, Teta, Khentimeresh, Itisen, Inkaef, Serfka, Wehemka, Shepseska, Kakhent, Ankherfenedjef và Ankhersheretef. Trong đó, nổi tiếng nhất là Hemiunu (hay Hemon), người được cho là kiến trúc sư chính của Kim tự tháp Kheops của Khufu.
- ba con gái: Djefatsen, Isesu và Pageti.

Con trai của công chúa Nefertkau I, một người chị em của Nefermaat I, cũng được đặt tên là Nefermaat II.

### Danh hiệu
Cũng như các hoàng tử anh em, Nefermaat I cũng được gọi là "Con trưởng của Vua". Ngoài ra, ông còn là một "Tư tế của Bastet", "Người giữ ấn hoàng gia" và là Tể tướng - Đốc công giám sát các công trình. Một phù điêu đã mô tả Nefermaat rằng, "Người trang trí cho các vị thần bằng những nét vẽ không thể xóa được", cho thấy hoàng tử đã tìm cách giữ cho những bức vẽ tồn tại thật lâu.
Nefermaat I được cho là người đã ủng hộ Khafre lên kế vị ngai vàng sau khi Djedefre băng hà.

## Lăng mộ

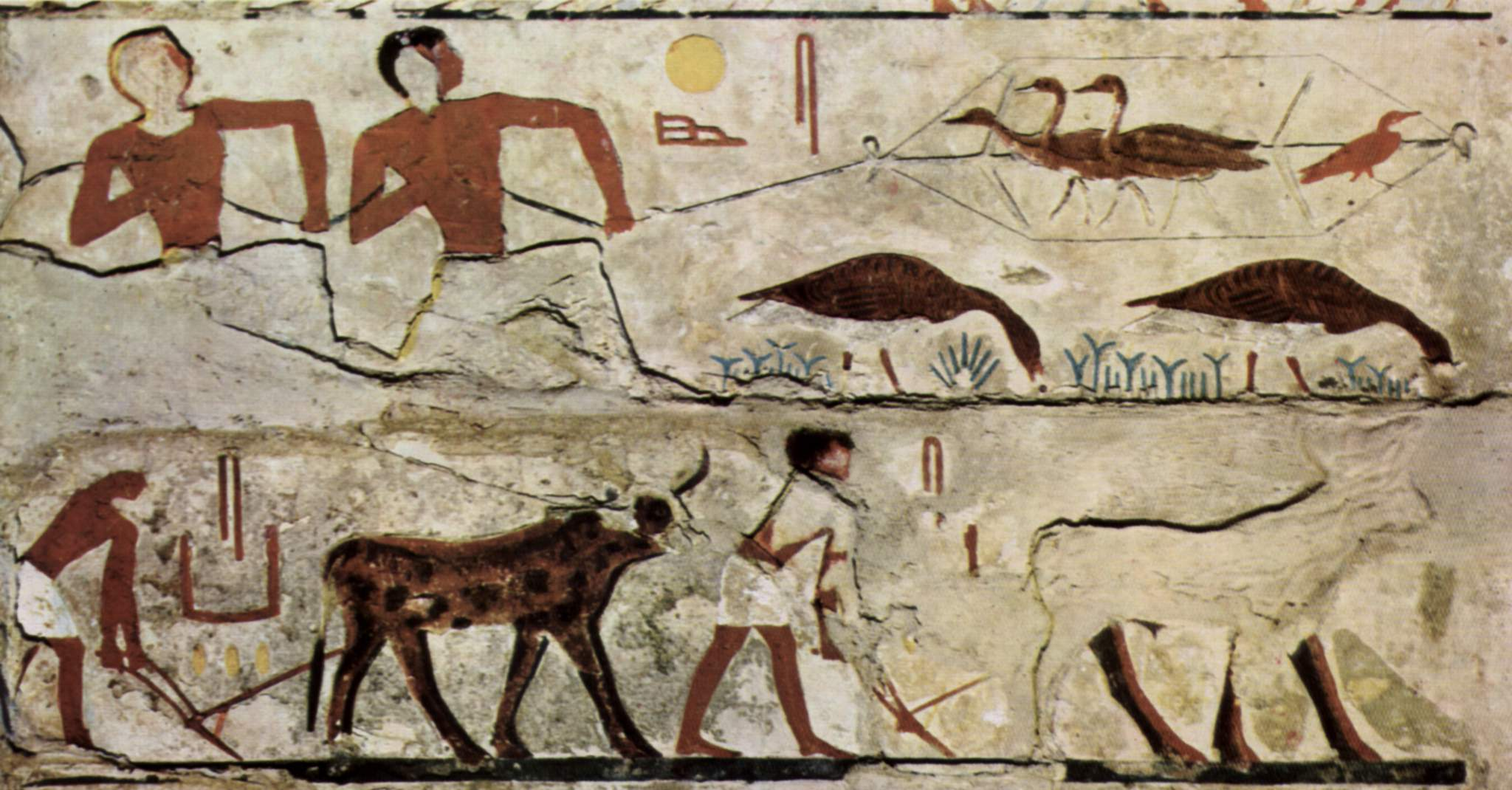
Một phù điêu trong ngôi mộ mastaba M16

Nefermaat và Itet đều được chôn cất tại ngôi mộ mastaba M16 ở Meidum. Ngôi mộ được biết đến với một kỹ thuật đặc biệt để tạo ra những bức phù điêu một cách công phu. Các thợ điêu khắc sẽ chạm trổ những hình ảnh lên sâu vào tường, và sau đó lấp chúng bằng hồ bột đã trộn màu. Tuy nhiên, phương pháp này tốn khá nhiều công sức, và hồ bột cũng nhanh chóng khô lại và nứt vụn. Đây cũng là ngôi mộ duy nhất được áp dụng kỹ thuật trang trí này. Chính vì nhược điểm trên mà các thợ thủ công đã từ bỏ cách làm này ở những ngôi mộ sau đó.
Ngôi mộ M16 của Nefermaat nổi tiếng với bức phù điêu mang tên "Những con ngỗng Meidum", được phát hiện vào năm 1871 bởi Auguste Mariette và Luigi Vassalli, sau đó được lấy ra và đem về Bảo tàng Ai Cập, được coi là một kiệt tác. Bức tranh mô tả sáu con ngỗng, ba con quay về bên trái và ba con quay về bên phải, trong đó hai con ngoài cùng đang cúi đầu kiếm ăn. Ngoài ra là những cảnh mô tả con cái của Nefermaat đang chơi đùa.
Năm 2015, Francesco Tiradritti tại Đại học Kore (Ý) cho rằng, bức phù điêu "Những con ngỗng Meidum" là một sự giả mạo bởi chính Vassalli. Nhưng tuyên bố này nhanh chóng bị bác bỏ bởi Zahi Hawass và các nhà chức trách Ai Cập khác.

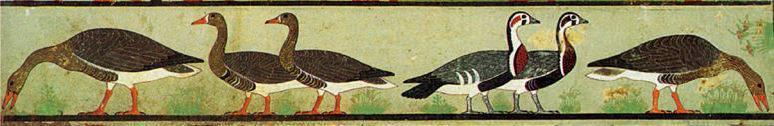
Phù điêu "Những con ngỗng Meidum"